# Da Baddest Bitch
Da Baddest Bitch è il primo album in studio della rapper statunitense Trina, pubblicato il 21 marzo 2000 dalla  Slip-N-Slide Records e dalla Atlantic Records.
Il disco ha raggiunto la posizione numero 33 della Billboard 200 e da esso sono stati estratti i singoli Da Baddest Bitch e Pull Over, con il secondo che ha raggiunto la posizione numero 93 della Billboard Hot 100.

## Tracce
1. The Big Lick (feat. The Lost Tribe) – 2:54 (Katrina Taylor, Kase, Arnell Thompson, Fat)
2. Da Baddest Bitch – 3:15 (Katrina Taylor)
3. If U Wit Me (feat. Jill Sobule & The Lost Tribe) – 3:13 (Katrina Taylor, Arnell Thompson)
4. Hairdresser (Skit) – 0:36
5. Ain't Shit (feat. Lois Lane) – 4:01 (Katrina Taylor, Lois Lane)
6. Off the Chain Wit It (feat. Trick Daddy) – 4:14 (Maurice Young, Lasana Smith)
7. 69 Ways (feat. J-Shin) – 2:40 (Katrina Taylor, Jonathan Shinoster)
8. Club (Skit) – 1:11
9. Ball Wit Me (feat. 24 Karatz) – 3:16 (Katrina Taylor, Lasana Smith, Marlon Hassanali)
10. Watch Yo Back (feat. Twista) – 4:06 (Katrina Taylor, Mark Seymour, Carl Mitchell)
11. Off Glass (feat. Deuce Poppi) – 3:38 (Katrina Taylor, Lasana Smith)
12. Answering Machine (Skit) – 0:39
13. I Don't Need You (feat. Trick Daddy) – 2:18 (Katrina Taylor, Maurice Young)
14. I need (feat. Tre-6) – 3:46 (Katrina Taylor, Mark Seymour, Corey Evans)
15. I'll Always – 3:23 (Ronald Isley, O'Kelly Isley, Ernest Isley, Marvin Isley, Chris Jasper, Katrina Taylor)
16. Mama (feat. J.A.B.A.N. e J-Shin) – 3:08 (Katrina Taylor, Jonathan Shinoster, Preslere Joseph)
17. Take Me (feat. Pamela Long) – 3:55 (Katrina Taylor, Pamela Long)
18. Pull Over – 3:13 (Katrina Taylor, Maurice Marshall, Adam Duggins, Lasana Smith, Marlon Hassanali)

## Formazione
Musicisti
- Trina – voce
- The Lost Tribe – voce aggiuntiva (tracce 1, 3)
- Jill Sobule – voce aggiuntiva (traccia 3)
- Lois Lane – voce aggiuntiva (traccia 5)
- Trick Daddy – voce aggiuntiva (tracce 6, 13)
- J-Shin – voce aggiuntiva (tracce 7, 16)

- 24 Karatz – voce aggiuntiva (traccia 9)
- Twista – voce aggiuntiva (traccia 10)
- Deuce Poppito – voce aggiuntiva (traccia 11)
- Tre-6 – voce aggiuntiva (traccia 14)
- J.A.B.A.N. – voce aggiuntiva (traccia 16)
- Pamela Long – voce aggiuntiva (traccia 17)

Produzione
- Robert Alexander – direzione artistica
- Alan Lewis – direzione creativa
- Solomon "Sox" Hepburn – produzione esecutiva
- Ted "Touche" Lucas – produzione esecutiva
- JV – ingegneria del suono
- Mr. Seay – missaggio
- Alvin Speights – missaggio
- Hugo Boss – produzione (traccia 1)

- Black Mob Group – produzione (tracce 2, 13)
- Charles Harrison – produzione (traccia 3)
- Leland Robinson – produzione (traccia 3)
- Righteous Funk Boogie – ingegneria (tutte le tracce), 
produzione (tracce 5, 6, 10, 11, 14, 16, 18)
- Spiderweb – produzione (traccia 7)
- The Committee – produzione (traccia 8)
- Bigg DD – produzione (traccia 15)
- Red Spyda – produzione (traccia 17)

## Classifiche
| Classifica (2000) | Posizione massima |
| ----------------- | ----------------- |
| Stati Uniti       | 33                |